# 龐多薩 (加利福尼亞州)
龐多薩（英語：Pondosa）是位於美國加利福尼亞州錫斯基尤縣的一個非建制地區。該地的面積和人口皆未知。

## 地理
龐多薩的座標為41°11′28″N 121°41′20″W / 41.19111°N 121.68889°W，而該地的平均海拔高度為1260米（即4140英尺）。